# Larbroye
Larbroye és un municipi francès, situat al departament de l'Oise i a la regió dels Alts de França. L'any 2007 tenia 459 habitants.

## Demografia

### Població
El 2007 la població de fet de Larbroye era de 459 persones. Hi havia 165 famílies de les quals 28 eren unipersonals (12 homes vivint sols i 16 dones vivint soles), 47 parelles sense fills, 78 parelles amb fills i 12 famílies monoparentals amb fills.
La població ha evolucionat segons el següent gràfic:
Habitants censats

### Habitatges
El 2007 hi havia 178 habitatges, 168 eren l'habitatge principal de la família, 3 eren segones residències i 7 estaven desocupats. 176 eren cases i 1 era un apartament. Dels 168 habitatges principals, 135 estaven ocupats pels seus propietaris, 30 estaven llogats i ocupats pels llogaters i 3 estaven cedits a títol gratuït; 1 tenia dues cambres, 16 en tenien tres, 48 en tenien quatre i 104 en tenien cinc o més. 145 habitatges disposaven pel capbaix d'una plaça de pàrquing. A 74 habitatges hi havia un automòbil i a 84 n'hi havia dos o més.

### Piràmide de població
La piràmide de població per edats i sexe el 2009 era:
| Homes | Edats   | Dones |
| ----- | ------- | ----- |
| 0     | 95 o +  | 0     |
| 0     | 90 a 94 | 0     |
| 4     | 85 a 89 | 8     |
| 0     | 80 a 84 | 0     |
| 0     | 75 a 79 | 4     |
| 4     | 70 a 74 | 4     |
| 12    | 65 a 69 | 0     |
| 12    | 60 a 64 | 12    |
| 8     | 55 a 59 | 12    |
| 24    | 50 a 54 | 4     |
| 8     | 45 a 49 | 20    |
| 16    | 40 a 44 | 8     |
| 20    | 35 a 39 | 24    |
| 8     | 30 a 34 | 8     |
| 8     | 25 a 29 | 4     |
| 8     | 20 a 24 | 0     |
| 16    | 15 a 19 | 12    |
| 12    | 10 a 14 | 28    |
| 8     | 5 a 9   | 12    |
| 4     | 0 a 4   | 4     |

## Economia
El 2007 la població en edat de treballar era de 295 persones, 206 eren actives i 89 eren inactives. De les 206 persones actives 190 estaven ocupades (103 homes i 87 dones) i 17 estaven aturades (10 homes i 7 dones). De les 89 persones inactives 30 estaven jubilades, 28 estaven estudiant i 31 estaven classificades com a «altres inactius».

### Ingressos
El 2009 a Larbroye hi havia 173 unitats fiscals que integraven 475 persones, la mediana anual d'ingressos fiscals per persona era de 18.047 €.

### Activitats econòmiques
Dels 8 establiments que hi havia el 2007, 4 eren d'empreses de construcció, 1 d'una empresa de comerç i reparació d'automòbils, 1 d'una empresa de transport, 1 d'una empresa d'hostatgeria i restauració i 1 d'una empresa classificada com a «altres activitats de serveis».
Dels 3 establiments de servei als particulars que hi havia el 2009, 1 era un guixaire pintor, 1 fusteria i 1 lampisteria.
L'any 2000 a Larbroye hi havia 4 explotacions agrícoles.

## Equipaments sanitaris i escolars
El 2009 hi havia una escola elemental integrada dins d'un grup escolar amb les comunes properes formant una escola dispersa.

## Poblacions més properes
El següent diagrama mostra les poblacions més properes.